# Rhadinorhynchinae
Sous-famille
Les Rhadinorhynchinae sont une sous-famille de vers parasites à tête épineuse (Acanthocéphales). Les différentes espèces infestent certains poissons, des oiseaux ou des mammifères comme les phoques, les porcs ou les rongeurs, les chiens et chats.
Cette sous-famille comporte cinq genres et 34 espèces.

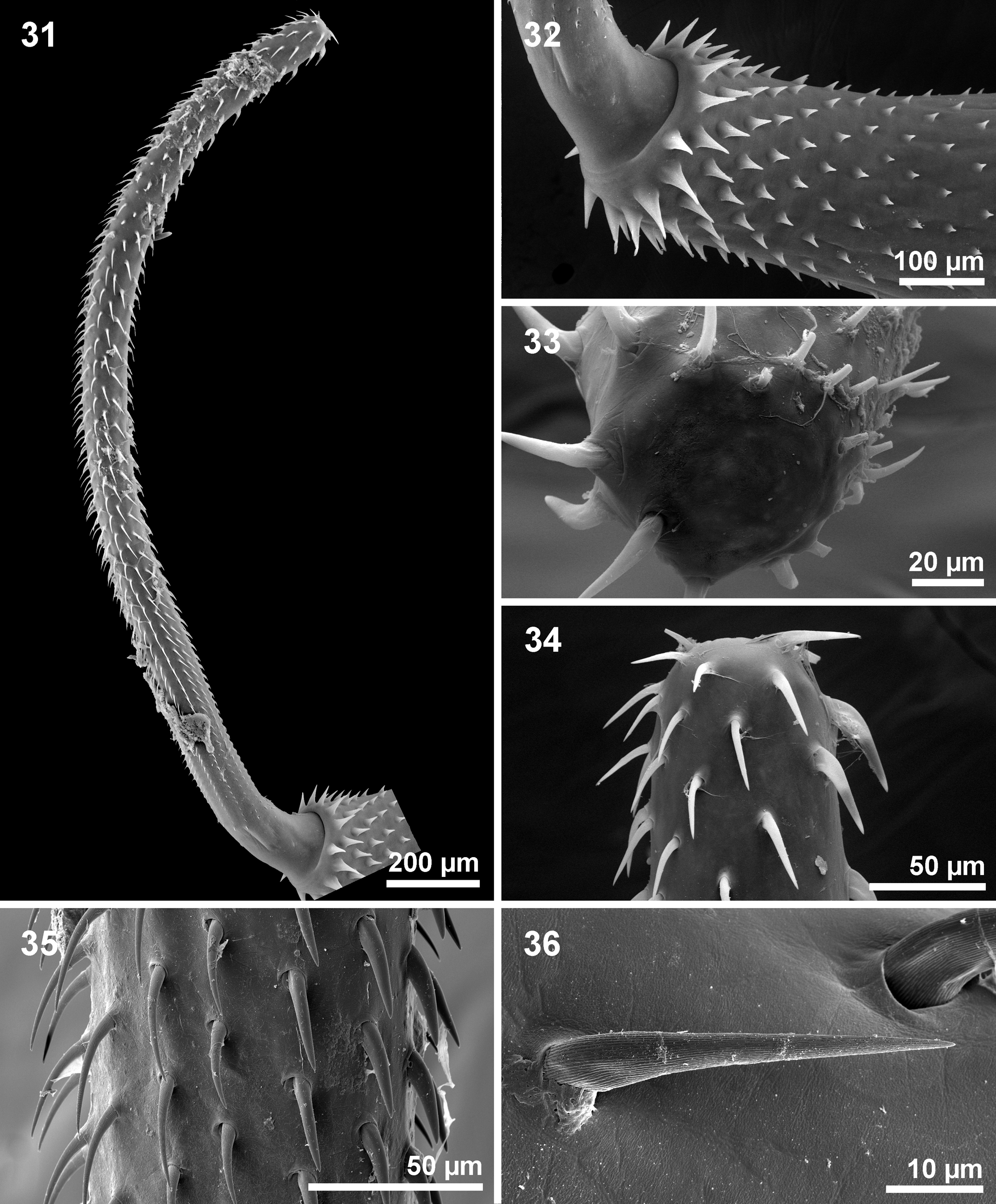
Microscopie électronique à balayage du proboscis de Cathayacanthus spinitruncatus

## Liste des genres et espèces
- Cathayacanthus Golvan, 1969
  - Cathayacanthus exilis (Van Cleave, 1928)
- Megistacantha Golvan, 1960
  - Megistacantha horridum (Luehe, 1912)
- Paragorgorhynchus Golvan, 1957
  - Paragorgorhynchus albertianum Golvan, 1957
  - Paragorgorhynchus chariensis Troncy, 1970
- Raorhynchus Tripathi, 1959
  - Raorhynchus inexpectatus Golvan, 1969
  - Raorhynchus meyeri (Heinze, 1934)
  - Raorhynchus polynemi Tripathi, 1959
  - Raorhynchus terebra (Rudolphi, 1819)
  - Raorhynchus thapari Gupta et Fatima, 1981
- Rhadinorhynchus Travassos, 1923
  - Rhadinorhynchus africanus (Golvan, et al, 1963)
  - Rhadinorhynchus asturi Gupta et Lata, 1967
  - Rhadinorhynchus atheri (Farooqi, 1981)
  - Rhadinorhynchus bicircumspinus Hooper, 1983
  - Rhadinorhynchus cadenati
  - Rhadinorhynchus camerounensis Golvan, 1969
  - Rhadinorhynchus capensis Bray, 1974
  - Rhadinorhynchus carangis Yamaguti, 1939
  - Rhadinorhynchus cololabis Laurs et Mccauley, 1964
  - Rhadinorhynchus decapteri Parukhin et Kovalenko, 1976
  - Rhadinorhynchus ditrematis Yamaguti, 1939
  - Rhadinorhynchus dujardini Golvan, 1969
  - Rhadinorhynchus erumeii (Gupta et Fatima, 1981)
  - Rhadinorhynchus japonicus Fujita, 1920
  - Rhadinorhynchus johnstoni Golvan, 1969
  - Rhadinorhynchus lintoni Cable et Linderoth, 1963
  - Rhadinorhynchus ornatus Van Cleave, 1918
  - Rhadinorhynchus plagioscionis Thatcher, 1980
  - Rhadinorhynchus polynemi Gupta et Lata, 1967
  - Rhadinorhynchus pristis (Rudolphi, 1802)
  - Rhadinorhynchus salatrix Troncy et Vassiliadès, 1973
  - Rhadinorhynchus seriolae (Yamaguti, 1963)
  - Rhadinorhynchus trachuri Harada, 1935
  - Rhadinorhynchus vancleavei Golvan, 1969
  - Rhadinorhynchus zhukovi Golvan, 1969